# Ріверсайд (Техас)
Ріверсайд (англ. Riverside) — місто (англ. city) в США, в окрузі Вокер штату Техас. Населення — 522 особи (2020).

## Географія
Ріверсайд розташований за координатами 30°50′54″ пн. ш. 95°23′56″ зх. д. / 30.84833° пн. ш. 95.39889° зх. д. (30.848286, -95.398839).  За даними Бюро перепису населення США в 2010 році місто мало площу 5,62 км², з яких 5,16 км² — суходіл та 0,46 км² — водойми.

## Демографія
Згідно з переписом 2010 року, у місті мешкало 510 осіб у 219 домогосподарствах у складі 136 родин. Густота населення становила 91 особа/км².  Було 343 помешкання (61/км²).
Расовий склад населення:
| - 78,0 % — білих - 14,1 % — чорних або афроамериканців - 0,8 % — корінних американців - 0,2 % — азіатів - 5,3 % — осіб інших рас |

До двох чи більше рас належало 1,6 %. Частка іспаномовних становила 9,2 % від усіх жителів.
За віковим діапазоном населення розподілялося таким чином: 18,6 % — особи молодші 18 років, 61,0 % — особи у віці 18—64 років, 20,4 % — особи у віці 65 років та старші. Медіана віку мешканця становила 45,1 року. На 100 осіб жіночої статі у місті припадало 101,6 чоловіків;  на 100 жінок у віці від 18 років та старших — 100,5 чоловіків також старших 18 років.
Середній дохід на одне домашнє господарство  становив 48 899 доларів США (медіана — 46 625), а середній дохід на одну сім'ю — 57 718 доларів (медіана — 51 161). За межею бідності перебувало 25,4 % осіб, у тому числі 47,6 % дітей у віці до 18 років та 12,4 % осіб у віці 65 років та старших.
Цивільне працевлаштоване населення становило 196 осіб. Основні галузі зайнятості: мистецтво, розваги та відпочинок — 26,5 %, публічна адміністрація — 20,9 %, освіта, охорона здоров'я та соціальна допомога — 18,9 %.